# Q (émission de radio)
Q est une émission radiophonique culturelle canadienne, de langue anglaise, animée jusqu'en 2014 par Jian Ghomeshi et produite par la Société Radio-Canada. Elle est diffusée au Canada sur les stations du réseau CBC Radio One et aux États-Unis sur les stations du réseau public PRI.
L'émission a été animée par Jian Ghomeshi de 2007 à 2014, le rappeur Shad (en) de 2015 à 2016, et par le musicien Tom Power (en) depuis 2016.

## Historique
L'émission est créée en remplacement du programme musical intitulé Freestyle, diffusé depuis 2005 sur CBC Radio One. La création de l'émission est le fruit d'une étude, conduite par la radio publique, afin de faire face aux faibles audiences d'après-midi de son émission musicale Freestyle. L'idée est de remplacer l'émission musicale par une émission culturelle, et d'en faire un programme phare de la radio.